# Museu de História Natural de Genebra
O Muséum d'histoire naturelle localiza-se em Genebra, na Suíça. é o maior museu de história natural da Suíça, com galerias pertencentes a 8000 m2. Recebe cerca de 250.000 visitantes por ano sendo um lugar cultural popular em Genebra, especialmente por crianças.
No térreo, encontra se representações da fauna regional. No 1º andar estão os mamíferos e pássaros do mundo, e no 2º andar batraquianos e répteis, insetos e outros invertebrados. Ainda, no 3º andar encontra se aventura da Terra, relatos da história do Homem, exemplos de minerais da geologia do país. Finalmente no 4º andar a geologia da Suíça, como a reconstituição de Lucy, o pódio dos dinossauros ou os dioramas do Ártico e da Antártica.
Apresenta exposições temporárias sobre questões científicas do futuro, tópicos ou questões de proteção ambiental em particular são apresentadas ao público. Na sua grade, possui entretenimento regular como o Ciné-Samedi / Ciné-Dimanche aos sábados e domingos.
Abriga as coleções de Hymenoptera, Coleoptera, Lepidoptera e Hemiptera de Louis Jurine.
A instituição promove:
- a gestão, desenvolvimento e protecção das suas colecções, arquivos de biodiversidade;
- a investigação científica, compreendendo que para propor medidas concretas para a salvaguarda do património natural, são essenciais a manutenção de inventários da fauna e trabalhos de taxonomia e de sistematização.
- a difusão do conhecimento e a sensibilização da opinião pública acerca do valor do património natural e da necessidade da sua protecção.